# Liste der Gemeinden in der Stadtregion St. Johann im Pongau
Die Stadtregion St. Johann im Pongau ist eine österreichische Agglomeration in Salzburg. Die Region besteht aus der Kernzone (Code: SR261).

## Geschichte der Klassifikation
Die Abgrenzung der Stadtregionen (Urbanen Zentren) wurde von der Statistik Austria für 1971 bis 2001 alle 10 Jahre vorgenommen. Für den Stichtag 31. Oktober 2013 wurde erstmals nach der von der Statistik Austria für statistische Zwecke entwickelten Urban-Rural-Typologie abgegrenzt, welche die Abgrenzung der Stadtregionen integriert.

## Liste der Gemeinden laut Abgrenzung von 2001
Die Einwohnerzahlen in der Liste sind vom 1. Jänner 2024.

### Kernzone St. Johann im Pongau
| Gemeinde               | Lage | Ew     | km²   | Ew / km² | Gerichtsbezirk         | Region | Typ             | Metadaten         |
| ---------------------- | ---- | ------ | ----- | -------- | ---------------------- | ------ | --------------- | ----------------- |
| Sankt Johann im Pongau |      | 11.628 | 78,14 | 149      | Sankt Johann im Pongau |        | Stadt- gemeinde | Gem.Kennz.: 50418 |
| Bischofshofen          |      | 10.751 | 49,61 | 217      | Sankt Johann im Pongau |        | Stadt- gemeinde | Gem.Kennz.: 50404 |